# Sophie d'Autriche
Pour les articles homonymes, voir Sophie de Habsbourg (1959).
Sophie Frédérique Dorothée Marie Josèphe, archiduchesse d'Autriche, née le 5 mars 1855 à Vienne et morte le 29 mai 1857 à Budapest, est la première fille et le premier enfant que l'impératrice Élisabeth de Wittelsbach, dite « Sissi », eut avec l’empereur François-Joseph Ier.

## Biographie

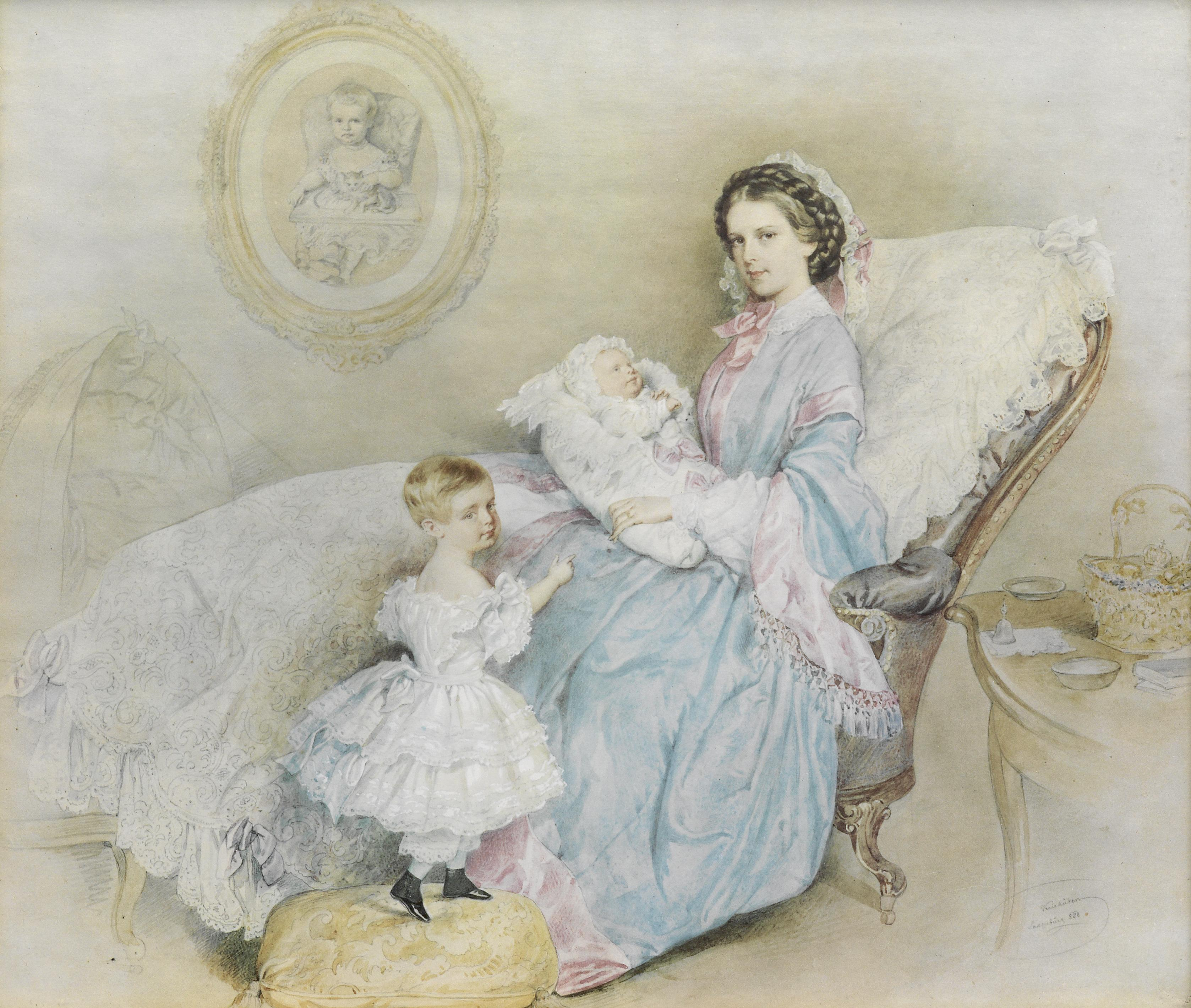
L'impératrice avec ses deux filles.

Issue de la maison de Habsbourg-Lorraine, Sophie est la fille aînée de l'empereur François-Joseph Ier d'Autriche et de l'impératrice Élisabeth de Wittelsbach. Selon l'étiquette, elle reçoit le prénom de sa grand-mère paternelle, mère de l'empereur. Sa naissance est une déception, l'empire espérant la naissance d'un prince héritier.
Considérant la jeune impératrice trop immature pour élever des enfants impériaux, l'archiduchesse Sophie prend en main l'éducation des enfants du couple impérial. Il en est de même quand naît le second enfant du couple impérial - encore une fille - prénommée politiquement dans le but d'apaiser la rancœur des Hongrois après la révolution manquée de 1848/1849 - Gisèle en hommage à la reine Gisèle de Hongrie, née comme l'impératrice et la mère de l'empereur princesse de Bavière.
Cependant le couple impérial envisageant un voyage en Hongrie en 1857, la jeune impératrice impose la présence de ses enfants contre l'avis de la mère de l'empereur.
La famille impériale quitte Vienne pour Ofen. C'est là que la cadette des archiduchesses, Gisèle, tombe malade. Alors qu'elle se remet peu à peu, elle transmet son mal (a priori la rougeole) à sa sœur aînée, dont l'état s'aggrave de jour en jour.
L'archiduchesse Sophie, mère de l'empereur, semble avoir imposé le choix du médecin de l'enfant contre l'avis de l'impératrice. Ce médecin se montrant impuissant, cette décision fut fatale à l'enfant. La petite archiduchesse finit par s'éteindre le 29 mai 1857 à 9 h 15 du soir, laissant ses parents, et surtout l'impératrice, anéantis et tourmentés par un sentiment de culpabilité.
La cause exacte du décès de l'archiduchesse Sophie n'est pas clairement établie. Les sources divergent, évoquant la rougeole, la dysenterie ou la fièvre typhoïde. Les symptômes rapportés incluent une forte fièvre et une diarrhée sévère, menant à une déshydratation rapide.